# Salantai
Salantai är en ort i Litauen.   Den ligger i kommunen Kretingalė och länet Klaipėda län, i den nordvästra delen av landet, 280 km nordväst om huvudstaden Vilnius. Salantai ligger 75 meter över havet och antalet invånare är 1 829.
Terrängen runt Salantai är platt. Runt Salantai är det ganska glesbefolkat, med 47 invånare per kvadratkilometer. Närmaste större samhälle är Kartena, 16,1 km söder om Salantai. Trakten runt Salantai består till största delen av jordbruksmark.